# Eminescu versus Eminem
Eminescu versus Eminem este un film românesc din 2005 regizat de Florin Piersic jr.. Rolurile principale au fost interpretate de actorii Emanuel Pârvu, Constantin Diță, Mihai Bendeac, Petre Fumuru.

## Distribuție
Distribuția filmului este alcătuită din:
- Petre Fumuru
- Constantin Diță
- Florin Piersic
- Emanuel Pârvu
- Oreste
- Florin Piersic jr
- Ioana Lipcinski
- Gianina Corondan
- Mihai Bendeac